# Vrizy
Vrizy est une commune déléguée de Vouziers et une ancienne commune française, située dans le département des Ardennes en région Grand Est.
Par arrêté du 11 mai 2016, depuis le 1er juin 2016, Vrizy et Terron-sur-Aisne sont rattachées à la commune de Vouziers pour former une commune nouvelle.

## Géographie
Le village de Vrizy appartient au canton de Vouziers et à l'arrondissement de Vouziers. La superficie est de 8,3 km2. Il se situe à une altitude de 98 mètres (à la mairie). La rivière l'Aisne est le principal cours d'eau mais il ne traverse pas le village ; elle sinue dans sa vallée entre Vrizy et Vandy, mais toujours sur le territoire de Vandy. Il est aussi arrosé par le ruisseau de la muette et le canal latéral à l'Aisne dont le départ est à Vouziers, ouvert à la navigation en 1840, qui est relié au canal des Ardennes.

## Histoire
Première mention dans une charte de 1145, où il est question d'une réception de terres par l'abbaye de Saint-Belval-Bois-des-Dames.
Vrizy avait un hameau dénommé Echarson, où se trouvait un ancien prieuré, qui s'est vidé de sa population au début du XXe siècle. Le dernier habitant y a vécu jusqu'au milieu des années 1960.
Vrizy fut un centre important de production de vannerie[réf. nécessaire] comme dans tout le vouzinois qui comptait plus de 500 vanniers en 1920[réf. nécessaire]. Une maison de la vannerie fut créée en 1978 qui forma plusieurs vanniers.

## Politique et administration

### Liste des maires successifs
| Période                                  | Période     | Identité         | Étiquette | Qualité                    |
| ---------------------------------------- | ----------- | ---------------- | --------- | -------------------------- |
| mars 2001                                | mars 2014   | Gabrielle Lebrun |           |                            |
| mars 2014                                | 31 mai 2016 | Bernard Bestel   |           | Retraité de l'enseignement |
| Les données manquantes sont à compléter. |             |                  |           |                            |

Première mention dans une charte de 1145, où il est question d'une réception de terres par l'abbaye de Saint-Belval-Bois-des-Dames

### Liste des maires délégués successifs
| Période                                  | Période  | Identité       | Étiquette | Qualité                    |
| ---------------------------------------- | -------- | -------------- | --------- | -------------------------- |
| 1er juin 2016                            | En cours | Bernard Bestel |           | Retraité de l'enseignement |
| Les données manquantes sont à compléter. |          |                |           |                            |

## Démographie
L'évolution du nombre d'habitants est connue à travers les recensements de la population effectués dans la commune depuis 1793. À partir du 1er janvier 2009, les populations légales des communes sont publiées annuellement dans le cadre d'un recensement qui repose désormais sur une collecte d'information annuelle, concernant successivement tous les territoires communaux au cours d'une période de cinq ans. 
Pour les communes de moins de 10 000 habitants, une enquête de recensement portant sur toute la population est réalisée tous les cinq ans, les populations légales des années intermédiaires étant quant à elles estimées par interpolation ou extrapolation. Pour la commune, le premier recensement exhaustif entrant dans le cadre du nouveau dispositif a été réalisé en 2005,.
En 2014, la commune comptait 325 habitants, en évolution de −6,61 % par rapport à 2009 (Ardennes : −1,26 %, France hors Mayotte : +2,49 %).
| 1793 | 1800 | 1806 | 1821 | 1831 | 1836 | 1841 | 1846 | 1851 |
| ---- | ---- | ---- | ---- | ---- | ---- | ---- | ---- | ---- |
| 762  | 737  | 789  | 828  | 851  | 838  | 817  | 815  | 855  |

| 1866 | 1872 | 1876 | 1881 | 1886 | 1891 | 1896 | 1901 | 1906 |
| ---- | ---- | ---- | ---- | ---- | ---- | ---- | ---- | ---- |
| 810  | 793  | 833  | 799  | 788  | 788  | 708  | 683  | 683  |

| 1911 | 1921 | 1926 | 1931 | 1936 | 1946 | 1954 | 1962 | 1968 |
| ---- | ---- | ---- | ---- | ---- | ---- | ---- | ---- | ---- |
| 632  | 598  | 577  | 506  | 477  | 467  | 452  | 390  | 366  |

| 1975 | 1982 | 1990 | 1999 | 2005 | 2010 | 2014 | - | - |
| ---- | ---- | ---- | ---- | ---- | ---- | ---- | - | - |
| 356  | 343  | 342  | 360  | 365  | 341  | 325  | - | - |

## Lieux et monuments
Église Saint-Maurice de Vrizy : église gothique XVIe siècle fortifiée (MH) : haut-relief de la Vierge au Croissant, dans le portail latéral sud ; nef de 3 travées flanquées de bas-côtés ; Christ en croix, saint Jean, Vierge à l'Enfant, maître-autel à colonnes corinthiennes.

## Ressources et productions

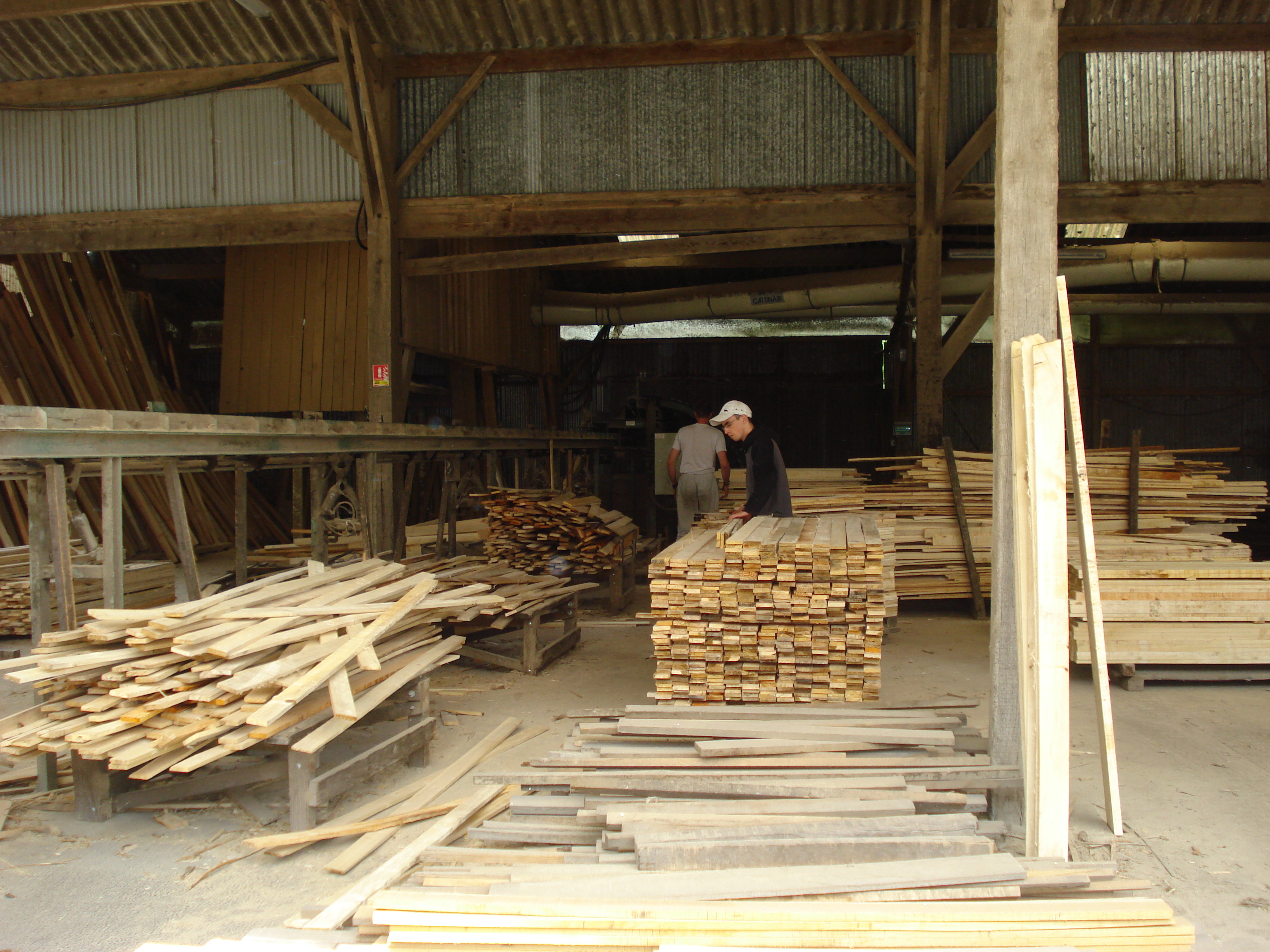
Scierie.

- Scierie
- Discothèque
- Pizzeria

## Vie locale
- Fête patronale et communale : 1er dimanche d'août.
- Société d'animation : Vrizy Animation (sorties, soirée théâtre, détente et culture…).
- La jeunesse de Vrizy, association loi de 1901, officiellement "les Queques" : fête patronale, repas dansant.
- Club des ainés ruraux : La Rose des temps.
- autres associations : société de pêche avec 2 concours, chasseurs en plaine, chasseurs aux bois.